# Stefano Domenicali

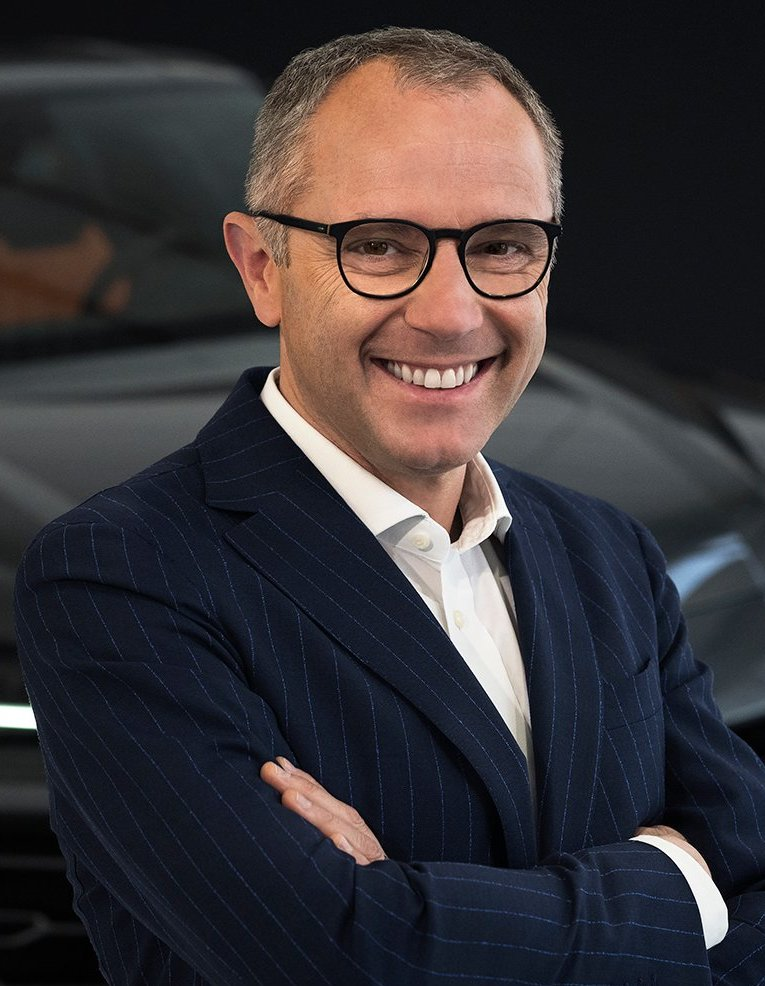
Stefano Domenicali (2020)

Stefano Domenicali (* 11. Mai 1965 in Imola) ist ein italienischer Manager und Motorsportfunktionär. Er war von 2007 bis April 2014 Formel-1-Teamchef der Scuderia Ferrari. Von 2016 bis 2020 war er CEO von Lamborghini. Seit 2021 leitet Domenicali als CEO die Agenden der Formel 1.

## Karriere
Domenicali schloss 1991 ein Studium der Betriebswirtschaftslehre an der Universität Bologna ab.
Direkt nach dem Studium begann Domenicali 1991 bei Ferrari und arbeitete zuerst in der Administration des Unternehmens. Er wechselte einige Jahre später zur Scuderia. Unter seiner Führung fand der Umbau der Rennstrecke von Mugello statt, die Ferrari gehört und von der Scuderia regelmäßig zu Testzwecken genutzt wird.
Domenicali kümmerte sich um die Sponsoren der Scuderia, ehe er 1996 ins Management des Rennteams aufstieg. Nachdem er einige Zeit für die Logistik der Scuderia verantwortlich war, übernahm er 2002 die Rolle eines Sportdirektors.
Am 12. November 2007 gab die Scuderia die Ernennung von Domenicali zu ihrem Teamchef bekannt. Domenicali war in dieser Funktion Nachfolger von Jean Todt. Domenicali übte die Position des Teamchefs bis zum 14. April 2014 aus. In seiner Zeit als Teamchef gewann Ferrari 2008 die Konstrukteursweltmeisterschaft. Nach einem für Ferrari enttäuschenden Saisonstart trat er im April 2014 zurück. Sein Nachfolger wurde der bisherige Geschäftsführer von Ferrari Nordamerika Marco Mattiacci.
Im Dezember 2014 übernahm Domenicali den Vorsitz der Monoposto-Kommission der FIA und in diesem Amt die Nachfolge von Gerhard Berger.
Am 15. März 2016 folgte Domenicali Stephan Winkelmann als CEO von Lamborghini nach. Winkelmann übernahm die Leitung der Audi Sport.
Domenicali löste Chase Carey am 1. Januar 2021 als Geschäftsführer der Formel 1 ab.